# Saxonium
Das Saxonium, auch verkürzt zu Saxon (oder auch in der französischen Form Saxonien gebraucht), ist in der Erdgeschichte eine als Bezeichnung heute nicht mehr verwendete regionale oder supraregionale Stufe des Perm. Sie wurde häufig synonym zu Oberrotliegend verwendet. Das Rotliegend ist ein Begriff der Lithostratigraphie und die Gleichsetzung mit einer (vermeintlich) chronostratigraphischen Einheit daher äußerst problematisch. Auch gibt es bei der Definition der Grenzen aus verschiedenen Gründen  größere Probleme. Es wird empfohlen, den Begriff heute in Publikationen nicht mehr zu verwenden. Er ist jedoch von großem historischen Interesse, da er in der älteren Literatur weit verbreitet ist. Der Begriff Saxonium sollte aber nicht mit dem geotektonischen Begriff Saxonikum verwechselt werden.

## Geschichte und Namensgebung
Das Saxonium wurde von den französischen Geologen Ernest Munier-Chalmas und Albert de Lapparent 1893 vorgeschlagen. Sie wollten damit rote Sandsteine unter dem Zechstein bezeichnen, die bei Mansfeld im südlichen Harzvorland aufgeschlossen sind. Die Gegend wurde damals ganz allgemein auch als Sachsen bezeichnet, liegt aber heute im Bundesland Sachsen-Anhalt.

## Definition und Korrelation
Die Basis des Saxonium (= Oberrotliegend sensu auctorum) ist äußerst problematisch. Sie wurde von Haubold & Katzung (1972) mit dem Ersteinsetzen der Spurenfossilien Tambachichnium schmidti und Palmichnus tambachensis in der Tambach-Formation des Thüringer Waldes definiert. Diese Definition ist völlig ungeeignet. Die beiden Spurenfossilien wurden nur im Thüringer Wald gefunden und können daher nicht zur Untergliederung des Rotliegend in anderen Dyas-Becken benutzt werden. Tambachichnium schmidti wurde später auch in älteren Formationen des Rotliegend im Thüringer Wald gefunden; zudem ist Tambachichnium schmidti ein Synonym von Varanops microdactylus. Spurenfossilien sind zudem stark überlieferungsabhängig. Boy & Fichter (1988) schlugen vor, das Saxonium mit der Basis der Varanops microdactylus-Zone in der Einheit N3 (= untere Nahe-Subgruppe) im Saar-Nahe-Becken beginnen zu lassen. Dieses Niveau liegt jedoch deutlich unter der ursprünglich vorgeschlagenen Grenze im Thüringer Wald.
Die Obergrenze und damit die Grenze zum Thuringium ist ebenfalls mit vielen Unzulänglichkeiten befrachtet. Die Grenze des Thuringium fiel ursprünglich mit dem Einsetzen des Zechsteins zusammen. Später versuchte man die Grenze mit Hilfe von Mikrofloren zu definieren. Diese setzen aber in anderen Regionen offensichtlich schon wesentlich früher ein, so dass die Basis des Thuringium (und damit die Obergrenze des Saxoniums) sehr unterschiedlich korreliert wurde. Von manchen Autoren wurde die Untergrenze ins Kungurium oder Artinskium gestellt. Bisher wurde auch immer nicht berücksichtigt, dass das Oberrotliegend aufgrund der Oxidation von organischem Material praktische keine Mikrofloren geliefert hat.
Aufgrund der Schwierigkeiten, Grenzen für das Saxonium zu definieren, raten Menning et al. (2005) von der weiteren Benutzung des Begriffes ab.